# Johan Leijoncrona
Johan Leijoncrona, tidigare Holm, född 1620, död 5 augusti 1687, var en svensk hovskräddare och brukspatron. Han var far till diplomaten Christoffer Leijoncrona.

## Biografi
Johan Leijoncrona var son till ryttaren Ola Holm på Närlinge i Björklinge socken. År 1642 blev han drottning Kristinas hovskräddare och kammartjänare. Leijoncrona blev 2 augusti 1649 klädmästare och 1650 överkammartjänare. Han blev 10 januari 1652 drottningens kammarräntmästare och 24 januari 1653 hovintendent. Leijoncrona adlades 18 juli 1653 till Leijoncrona och introducerades i Sveriges Riddarhus 1654 som nummer 591. Han blev 20 september 1655 generalkommissarie hos drottning Christina och avgick 1668 som sändebud till henne i Rom. Leijoncrona avled 1687 och begravdes 19 augusti 1688 i Uppsala domkyrka. Hans kropp sattes senare ner i familjegraven i Björklinge kyrka, där hans vapen uppsattes.
År 1648 befann han sig i Paris och skapade drottning Kristinas kröningsdräkt. Han vistades mestadels på sina egendomar Närlinge säteri och Untra gård. Han övertog Söderfors bruk 1685 efter många gräl och tvister med den tidigare brukspatronen Claes Depken, adlad Anckarström.

### Egendom
Leijoncrona ägde gårdarna Närlinge i Björklinge socken, Lindsbro herrgård i Östervåla socken, Drettinge i Dädesjö socken, Söderfors ankarbruk i Söderfors socken och Untra i Söderfors socken.

### Familj
Leijoncrona gifte sig 8 februari 1646  i Stockholm med Barbara Dorotea Crumbygel (1627–1691), dotter av landsdomaren Christoffer Crumbyel och Regina Cammerath. De fick tillsammans barnen Olof Leijoncrona, Maria Regina Leijoncrona (1649–1697) som var gift med sekreteraren Bengt Gustaf Tigerhielm, majoren Johan Leijoncrona (1650–1675), Catharina Elisabet Leijoncrona (1651–1716) som var gift med bruksförvaltaren Carl Gyllenstedt, löjtnanten Carl Leijoncrona (1656–1677), löjtnanten Gabriel Leijoncrona (1657–1681), Adolf Leijoncrona, Barbro Leijoncrona (1661–1713) som var gift med landshövdingen Mårten Trotzig i Östergötlands län, envoyén Christoffer Leijoncrona (1662–1710), Lorentz Leijoncrona (1666–1677) och Beata Leijoncrona (1668–1748) som var gift med bruksägaren David Anckarström och översten Johan Jakob Faber.
Crumbygel var syster till landshövdingen Polycarpus Crumbygel, adlad och friherre Cronhielm. Hon flyttade efter makens död in hos dottern Elisabeth. Även hon är begravd i Närlinge gravkor.

## Kuriosa
Leijoncrona fick två målningar föreställande Martin Luther och hans hustru, Katharina von Bora, målade av Lucas Cranach den äldre, i gåva av drottning Kristina sedan hon tvingats avstänga honom från sin tjänst vid hovet. De placerades i Söderfors kyrka men värderades högt och deponerades i Nationalmuseum 1887.